# Новокаменка (Ташлинський район)
Новока́менка (рос. Новокаменка) — село у складі Ташлинського району Оренбурзької області, Росія.

## Населення
Населення — 630 осіб (2010; 675 у 2002).
Національний склад (станом на 2002 рік):
- росіяни — 71 %